# Zavržice
Zavržice su naselje u općini i okrugu Příbram, Središnja Češka. Nalazi se 6 kilometara južno od općinskog središta Příbrama. Prema popisu stanovništva iz 2001. godine, naselje ima 65 stanovnika koji žive u 35 kuća.
Ukupna površina katastarske općine Zavržice iznosi 2,78 km². Poštanski broj sela glasi 262 31.
Do 1932. godine Zavržice su bile dio mjesta Kamenná, smještenog u općini Milín.

## Vanjske poveznice
- (češ.) (engl.) (njem.) Službene stranice grada i općine Příbram
- (češ.) Službene stranice grada i općine Milin